# Heino Schütt

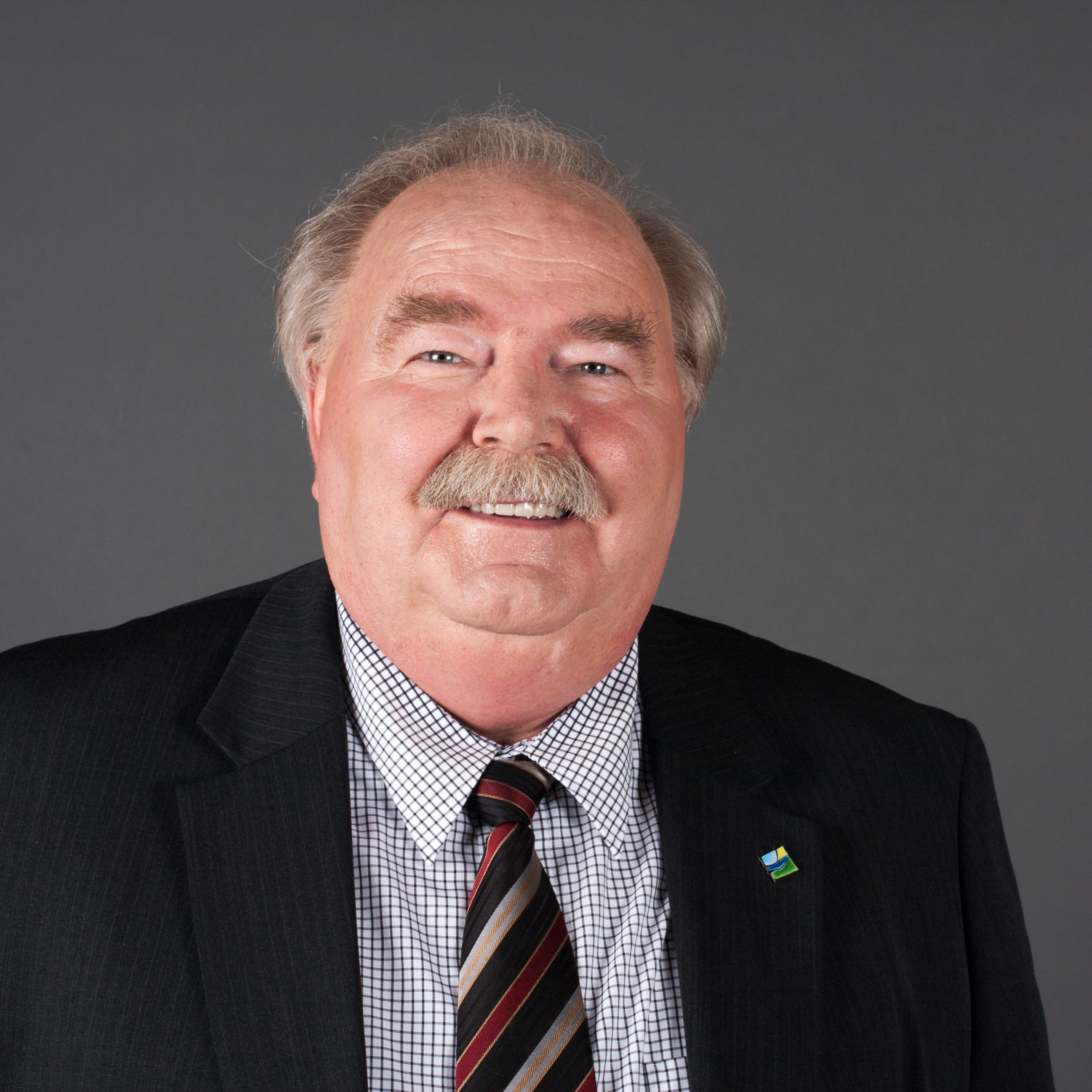
Heino Schütt, 2013

Heino Schütt (* 8. August 1944 in Niendorf (Kreis Eutin)) ist ein deutscher Politiker (LDPD, FDP, CDU) und war Abgeordneter im Landtag von Mecklenburg-Vorpommern.

## Biografie
Heino Schütt machte eine Berufsausbildung als Maler und arbeitete als Malergeselle und Malermeister in einer PGH-Lackiererei in Marlow.

## Politik
Heino Schütt war in der DDR seit 1975 Mitglied der LDPD und 1984 bis 1990 Mitarbeiter LDPD im Kreis Ribnitz-Damgarten. Nach der Wende war er zunächst Mitglied der FDP. 1996 trat er aus der FDP aus und wurde 1997 Mitglied der CDU. Seit 2007 ist er Ortsvorsitzender der CDU in Marlow und seit 1999 Mitglied im Kreisvorstand der CDU Nordvorpommern.
Kommunalpolitisch war er 1975 bis 1990 sowie seit 2009 Stadtvertreter in Marlow und seit 1994 Mitglied des Kreistages Nordvorpommern. Seit 1999 ist er Präsident des Kreistages Nordvorpommern und seit 1999 Mitglied im Vorstand des Landkreistages M-V.
1990 bis 1994 und 1999 bis 2008 war er hauptamtlicher Bürgermeister der Stadt Marlow. 1992 bis 1999 war er leitender Verwaltungsbeamter des Amtes Marlow.
Bei der Wahl am 4. September 2011 wurde er im Wahlkreis Nordvorpommern I in den Landtag gewählt.